# مهدی کرم‌پور
مهدی کرم‌پور (زاده ۳۰ بهمن ۱۳۵۵ در تهران) کارگردان و فیلمنامه‌نویس سینمای ایران است.
وی دارای مدرک فوق دیپلم از دانشگاه علمی و کاربردی واحد به‌اندیش میباشد.

## زندگی‌نامه
کرم‌پور دارای مدرک کارشناسی ارشد کارگردانی سینما با درجه برگزیده است و سینما را با ساخت فیلم‌های کوتاه داستانی و مستند آغاز کرده‌است. او در کنار فیلم‌سازی با مطبوعات نیز همکاری کرده‌است و می‌توان نوشته‌ها و مقالات مختلفی را در میان آثارش دید. علاوه بر این کرم‌پور به تدریس سینما نیز می‌پردازد و در جشنواره‌های مختلفی عضو هیئت انتخاب و داوری آثار شرکت‌کننده بوده‌است. او در کنار عضویت در آکادمی داوری سینمای ایران، سابقه عضویت در شورای مرکزی کانون کارگردانان سینمای ایران (۱۳۸۶–۱۳۸۹)، سخنگویی شورای مرکزی کانون کارگردانان سینمای ایران (۱۳۸۹)، ریاست شورای صنفی نمایش خانه سینما (۱۳۸۷–۱۳۸۹)، عضویت در شورای مرکزی جامعه صنفی تهیه‌کنندگان سینمای ایران، عضویت در مجمع مشاوران هیئت مدیره خانه سینما (۱۳۸۷–۱۳۸۹)، عضویت در هیئت مؤسس انجمن فیلم کوتاه ایران و هیئت امنای انجمن سینمای جوان ایران نیز داشته‌است.

## فیلم‌شناسی

### فیلم سینمایی
- سوفی و دیوانه (۱۳۹۵)
- پل چوبی (۱۳۹۰)
- تهران: سیم آخر اپیزود دوم فیلم طهران تهران (۱۳۸۸)
- چه کسی امیر را کشت؟ (۱۳۸۴)
- جایی دیگر (۱۳۸۱)

### مجموعه‌های تلویزیونی
- سال‌های ابری (۱۳۹۳)
- یه تیکه زمین (۱۳۹۱)

### فیلم‌های کوتاه
- روی جادهٔ نمناک (۱۳۷۹)
- زندگی بر فراز دنیا (۱۳۷۷)
- دعوت (۱۳۷۶)
- بودن یا نبودن (۱۳۷۶)
- دیوار (۱۳۷۶)
- عروسک کوکی (۱۳۷۵)

### فیلم‌های تلویزیونی (تله فیلم)
- بارانداز (۱۳۸۸)
- شیفت شبانه (۱۳۸۸)
- روز هشتم (۱۳۸۸)
- روز هفتم (۱۳۸۶)
- اخراجی (۱۳۸۶)

## دیدگاه‌ها

### در انتخابات ریاست جمهوری ۱۳۹۲
مهدی کرم‌پور از جمله ۱۴۰ هنرمند ایرانی بود که با امضاء طوماری در مورخ ۲۲ خرداد ۱۳۹۲، همراه با سایر اصلاح‌طلبان و اعتدالگرایان، ضمن قدردانی انصراف عارف به نفع روحانی، از نامزدی حسن روحانی در انتخابات ریاست جمهوری ۱۳۹۲ حمایت علنی کرد.

### واکنش به ازدواج مهناز افشار و انتقاد از مرضیه برومند
پس از اظهارات مرضیه برومند دربارهٔ ازدواج مهناز افشار، مهدی کرم‌پور، در یادداشتی به انتقاد از مرضیه برومند گفت مهناز افشار با یاسین رامین در کمال صحت عقل و سلامت تن ازدواج کرده‌اند، وی‌همچنین گفت:
"خطبهٔ عقدشان (مهناز افشار و یاسین رامین) را هم سید محمد خاتمی خواند و به عکس اطلاع رسانی نادرست خانم مرضیه برومند من به شما می‌گویم که پرده پوشی هم در کار نبود و آقای خاتمی کاملاً عروس و داماد و خانواده‌هایشان را خوب می‌شناخت و پذیرفته بود و… حال همه هم خوب بود."

مهدی کرم‌پور افزوده‌است:
"از شما بعید است که به بهانهٔ بودجهٔ اندک تیاتر با نشر اطلاعات غلط از مهریهٔ این و اتومبیل زیر پای آن و سهم خواهی از نصف قیمت آن‌ها به نفع تیاتر! برای نمایش خود و شاید تبلیغ کار جدید پرطمطراق میلیاردی تان با روش‌های پوپولیستی عکس مار بر تخته بکشید."

### انصراف از جشنواره فیلم فجر
مهدی کرم‌پو پس از سرنگونی هواپیمای مسافربری اوکراین توسط سپاه پاسداران در دی ۱۳۹۸، در راستای همدردی با مردم، پیشنهاد داوری در بخش مسابقه جشنواره فیلم فجر را نپذیرفت.